# Monogram (konstverk)
Monogram, även känt som "geten med bildäcket", är ett konstverk skapat av Robert Rauschenberg 1955–1959. Verket består bland annat av en uppstoppad angoraget med ett bildäck kring kroppen. Verket finns idag på Moderna museet, där det första gången ställdes ut 1962 som del av utställningen "4 amerikanare".

## Historik
Monogram skapades under perioden 1955–1959. Det ställdes 1962 ut i Sverige, där det som del av Moderna museets utställning "4 amerikanare" väckte stor uppmärksamhet. Förutom Rauschenberg deltog i utställningen Jasper Johns, Alfred Leslie och Richard Stankiewicz.
Det är ett av Moderna museets mest uppmärksammade verk och har på senare år fått lov att ställas ut skyddat i glasmonter.
År 2009 deltog Monogram i invigningen av Moderna museets filial i Malmö.

## Tolkningar
Konstverket ses ofta som ett av 1900-talets centrala verk inom bildkonsten. Det är utfört i blandteknik med både skulptur och målning, en teknik som Rauschenberg kallade combines (kombinationer) och som Rauschenberg använt sig av vid många tillfällen.
Monogram tillkom under 1950-talet och har setts som Rauschenbergs kommentar till den tidens anti-homosexuella stämningar i USA. Alternativt har det tolkats som ett självporträtt, med en "tilltufsad get i storstaden". Rauschenberg var själv homosexuell och flyttade som 24-åring från amerikanska södern till New York.

## Källhänvisningar
1. 1 2 3 4  "Robert Rauschenberg". Modernamuseet.se (arkiverad på Archive.org 2006-02-19). Läst 2 januari 2015.
2. ↑  "Anna Tellgren". Modernamuseet.se, 2007/2009. Läst 2 januari 2015.
3. ↑  Tellgren, Anna: "Robert Rauschenberg och Moderna Museet". Modernamuseet.se. Läst 2 januari 2015.
4. 1 2  Dodo Parikas. "Rauschenbergs get - ett homoverk". QX, 2010-01-07. Läst den 9 januari 2010.